# Тищенко Валерія Вікторівна
Тищенко Валерія Вікторівна (нар. 2001), Олешки, Херсонської області) — українська юна винахідниця, науковиця, фіналістка міжнародного конкурсу Intel ISEF 2017, студентка Київського політехнічного інституту імені Ігоря Сікорського.

## Життєпис
Валерія Тищенко народилась у 2001 році. У 2018 році закінчила фізико-технічний ліцей при Херсонському національному технічному університеті. Науковим керівником був учитель фізики Михайло Растьогін.
|  | «До восьмого класу я вчилась у гімназії, фокусувалася здебільшого на конкурсах із філології, зокрема брала участь у конкурсі імені Шевченка. У п'ятому, шостому і сьомому класах посіла відповідно перше, друге та третє місця на всеукраїнському етапі. Та навіть отримувала президентську стипендію. Але напевно не знала, я більше гуманітарій чи «технар». Коли мама почула про фізико-технічний ліцей, батьки спитали, чи не хотіла б я піти в цей заклад, який відкриває інші перспективи. Я вирішила спробувати – насамперед аби дізнатися, що з цього вийде». |

Навчаючись у 9 класі виборола перше місце в секції «Енергетика» конкурсу «Intel-Техно-2016», але до суперфіналу не пройшла.
У 2017 році увійшла до фіналу національного відбіркового етапу Intel Техно Україна та посіла четверте місце на престижному міжнародному конкурсі серед молодих науковців Intel International Science and Engineering Fair (Intel ISEF), що проходив у Лос-Анджелесі (Каліфорнія), США.
У червні 2018 року брала участь в GENIUS Olympiad 2018, яка проходила у США на базі State University of New York at Oswego. Також наші учні отримали дві почесні відзнаки. З-поміж 1300 школярів з усього світу Валерія Тищенко виборола «срібло» за роботу «Перетворювач тривимірних механічних коливань в електроенергію».
У 2018 році вступила до Київського політехнічного інституту імені Ігоря Сікорського — про, що мріяла ще з дитинства.

## Винаходи
Валерія Тищенко у 2016 році почала працювати над науковим проектом «Виробництво електроенергії за допомогою хвиль на поверхні води». Прототипом може бути куб, корпус якого виготовлений із будь-якого міцного, але легкого матеріалу. Зсередини згори та унизу закріплюються дві електромагнітні котушки з намотаним на них дротом і два виводи, якими струм передається на акумулятор. Під час руху корпусу, стрижень, закріплений за принципом карданового підвісу, «шукає» вертикальну рівновагу і рухається відносно котушок. В результаті перетину котушками силових ліній магнітного поля магнітів виникає електрорушійна сила, що перетворюється на струм.
Його можна отримувати за допомогою об'єднання паралельним послідовним з'єднанням у велику мережу, яку можна класти на поверхню води і використовувати коливання, завдяки яким у котушках генеруватиметься струм, але двома варіантами. Від коливань невеликої амплітуди на воді чи інших поверхнях отриманим струмом заряджається акумулятор — і згодом використовувати на поблизьких опріснювальних установках, буйках тощо. Для використання коливань більшої амплітуди застосовується велика рама-поплавець завбільшки від кількох метрів до кількох десятків метрів, що прикріплюватиметься до якоря в морі або океані, що виробляє більшу потужність.
Авторка винаходу, теоретично визначила, що квадрат зі стороною 126 метрів даватиме достатньо енергії для повсякденного користування побутовими приладами, приміром, дачного будиночка, розташованого біля води. Але, можливо, там буде доречнішим уже другий варіант — рама на поплавці, оскільки він потужніший.
Валерія Тищенко також планує зробити ще кілька прототипів першого варіанту генератора, з'єднати їх у мережу і спробувати загерметизувати, щоб випробувати на воді.

## Досягнення та визнання
- фіналістка конкурсу «Всеукраїнського юнацького водного призу» — національного етапу одного з найпрестижніших міжнародних конкурсів Stockholm Junior Water Prize (2017).
- 4-те місце на міжнародному конкурсі Intel ISEF 2017 (так звана «олімпіада геніїв»; з-поміж майже 2000 учасників зі 178 країн)[4];
- «срібло» на GENIUS Olympiad 2018, яка проходила у США на базі State University of New York at Oswego (2018).

## Хобі
Валерія Тищенко також пише вірші і публікує свої твори у збірках:
- Тищенко В. В. Лист до Катерини; Хвора на осінь; Спогадом прийду // Вишиванка. Число 5. — К.–Херсон: Просвіта, 2018. — С. 79-82.
- Тищенко В. В. Лист до Катерини // Вісник Таврійської фундації. Вип. 14. — К.–Херсон: Просвіта, 2018. — С. 186—188.
- Тищенко В. «Вона цілувала метеликів…»; Музика осіннього дощу: вірші // Вісник Таврійської фундації (Осередку вивчення української діаспори): літературно-науковий збірник: Випуск 13. — К.–Херсон: Просвіта, 2017. — С. 246—247
- Тищенко В. Краплі волі // Вісник Таврійської фундації (Осередку вивчення української діаспори): літературно-науковий збірник: Випуск 11. — К.–Херсон: Просвіта, 2015. — С. 229—230. — [З редакційної пошти].